# Triors
Triors är en kommun i departementet Drôme i regionen Auvergne-Rhône-Alpes i sydöstra Frankrike. Kommunen ligger i kantonen Romans-sur-Isère 2e Canton som tillhör arrondissementet Valence. År 2022 hade Triors 639 invånare.

## Befolkningsutveckling
Antalet invånare i kommunen Triors
Referens:INSEE